# Völcsej
Völcsej (németül: Wöltsch) község Győr-Moson-Sopron vármegyében, a Soproni járásban.

## Fekvése
Győr-Moson-Sopron vármegye délnyugati részén fekszik, a lövői körjegyzőségben, közel az osztrák határhoz; egyutcás, fésűs beépítésű, egykori nemesi falu. Soprontól 27, Kapuvártól 28, Kőszegtől 26 kilométerre helyezkedik el, határát erdőség övezi. Levegője tiszta; a terület növénytermesztésre és állattenyésztésre is kiválóan alkalmas.

### Megközelítése
Közúton könnyen megközelíthető, hiszen alig egy kilométerre keletre húzódik tőle a 84-es főút, amelyről Lövőnél letérve érhető el, a 8627-es úton; ugyanez az út köti össze Kőszeggel is.

## Története
Első okleveles említése 1281-ben. A falu legrégibb, 1865-ből ismert pecsétje: A pecsét mezejében levágott páncélos, kardos kart két pálmalevél övez. Felirata: N.W.C. A honfoglalás idején a környéken Kál harka és a híres-hírhedt Vérbulcsu népe telepedett meg a Répce völgyében. A mai Magyarország és Ausztria között levő lakatlan gyepűt felügyelték az itt megtelepült őrök, lövők. Gyakorlatilag hivatásos katonáknak számítottak. A környékbeli településeket a korai időben ők népesítették be és szervezték meg. Akkoriban még összefüggő erdőség borította a vidéket, erdőirtással alakították ki a mezőgazdálkodásra szánt területeket. Az Árpád házi királyok alatt megszilárdult államrend lehetővé tette a nemzetségek végleges megtelepedését. A Kisalföld jelentékeny részét a besenyő eredetű Osl-nemzetség foglalta el. Sok más település mellett Völcsej is az Oslok birtoka volt. A királyok az Osl-nemzetséget sok birtokkal jutalmazták, elsősorban hadi érdemeik miatt. Osl ispán Völcsejt más birtokrészeivel együtt később – egy 1230-ban keltezett birtokadományozó oklevél szerint – a csornai premontrei prépostságnak adományozta, elismerve ezzel a rend áldozatos térítő és egyéb nevelő-oktató munkáját, különös tekintettel a mocsaras vidékek termelésre való átalakítása ügyében tett fáradozásaikért. A premontreiek a birtokaik jövedelmét az említett célokra használták fel. Más birtokosok is voltak Völcsejen, akik a középkorban fontos jogi állásokat töltöttek be a Vármegye törvénykezésében. 1382-ben Völcsej neve előtt az okiratokban már ott áll a „Nobiles”, vagyis „nemes” szó. Ez azt jelentette, hogy a falu köznemesi birtok. Földesurai a Völcsejiek voltak, akik birtokukról kapták a nevüket, és amely birtok apáról fiúra szállt. Ha jogaikban háborítani próbálta őket bármely hatalmasság, akár személyesen is a királyhoz fordulhattak, amit meg is tettek néhányszor. 1456-ban Völcseji György tudósította Bécsből a soproni elöljáróságot, hogy Hunyadi János kormányzó úr hatalmas győzelmet aratott a török felett Nándorfehérvárnál. Az 1500-as évektől a nemesek egymás között adták-vették a nemesi telkeket Völcsejen. A török betörés miatt a veszélyeztetett országrészek menekülő köznemesei egyre feljebb húzódtak, a császárváros közelében kerestek, vásároltak telkeket. 1598-ban Völcsejen már 29 taksás nemes élt és fizette ezt a különleges adófajtát. Közben a Bécs ellen vonuló török elpusztította a falut, amely eredetileg a mai temető környékén feküdt, és a veszély elmúltával újjáépült. A nemeseknek természetesen kötelességük volt részt venni a háborúkban, főleg a haza védelmében.
A kuruc háborúk kevéssé érintették a falut, bár mindkét fél igyekezett sarcolni a lakosságot. 1710-ben a pestisjárvány viszont sűrűn szedte áldozatait. 1754–55-ben nemesi összeírás volt az országban. Sehol annyi nemes nem élt a vármegye falvaiban, mint Völcsejen. Ennek az lett a következménye, hogy a birtokok felaprózódtak, a birtokosok elszegényedtek. Nemesi kiváltságaik ugyan érintetlenek maradtak, de az életminőségük, anyagi színvonaluk kevés kivétellel a jobbágyokéra kezdett hasonlítani. A lakosság száma a sűrű gyermekáldás miatt, a gyakori csecsemőhalandóság ellenére is töretlenül nőtt. Anyakönyvezés 1788-tól van a faluban, ezt megelőzően az egyházasfalui plébániához tartozott, mint filia, helyi pap nélkül. A nemesség részt vett a napóleoni csatákban, részese volt a győri vereségnek. 1848-ban a falu túlélte a vereséggel visszavonuló horvát csapatok bosszúálló pusztításait. A pákozdi csatatérről menekülő Jellasics bán mintegy 8-10 ezer katonája 6 ágyú kíséretében Theodorovics generális vezetése alatt 1848. október 10-én kirabolta és felgyújtotta Lövőt, majd a horpácsi erdő alatt éjszakázott. A lakosság az Öreg-árok környékére menekült ki a veszély elmúltáig.
1865-ben új templom épült a faluban. Nem sokkal később, 1880-ban már 997 lakója volt a falunak. Nemes és nem nemes lakosság ekkor már keveredett egymással, hiszen a kiváltságok mindenkit egyformán illettek.
Az I. világháborúban olasz és orosz frontokon harcoltak a völcseji katonák. Az elesett hősök névsorát a templomban elhelyezett emléktáblán olvashatjuk. A világháborút követő 1919-es vörösterror is nyomot hagyott a lakosságban, de az akasztásokat a falu tanítójának sikerült megakadályoznia. Bosszúállásra nem került sor. A trianoni békeszerződés után határmenti községgé vált Völcsej, miután a tőle nyugatra fekvő településeket Ausztriához csatolták. 1930-ban a lakosok száma 981 volt. Egy-egy telekrészen gyakran 2-3 ház is sorakozott egymás mögött, kevés kivétellel szegényes, zsúptetős házak. Ezért is pusztított annyira az 1940. július 8-án kitört hatalmas tűzvész, a fél falu leégett.
A II. világháború is szedte áldozatait, azontúl pedig sokan szenvedtek hosszú szovjet fogságot. Az áldozatok emléktáblája ugyancsak a templomba került. 1945 után nagyot változott a világ. Szögesdrót és aknazár került a határra, majd megkezdték ez erőszakos tsz-szervezést. 1955 és 56 tavaszán két termelőszövetkezet is alakult a faluban, de az 56-os forradalmat követően felbomlottak. 1959-ben kezdődött újra a szervezés, ismét két tsszel. 1961-ben egyesítés következett, de később csatlakoztak a környező falvak alkotta közös irányítású tsz-szövetséghez, amelyet Sopronhorpács központtal hoztak létre.
Az 1990-es rend-szerváltásnak köszönhetően azonban újra megnyílt az iskola Völcsejen, igaz, még kevés gyerekkel, de saját tanítóval és igényes oktatási környezettel. Újraélesztették az óvodában és az iskolában is a legjobb hagyományokat, kitűnő alapokat teremtve a gyerekek továbbtanulásához. Bevezették a gázt, bárki igényelhet telefont, kábeltelevíziós adások jutnak el a lakásokba. Konyha épült az iskolaudvaron, ahonnan a gyerekeket és az időseket is el tudják látni napi ebéddel. A falunapok igazi kulturális élményt nyújtanak a lakosságnak. A faluban a fő megélhetési forrás változatlanul a mezőgazdaság, bár a kárpótlással a földek elaprózódtak, többhektárnyi saját földterület igen kevés van, a helyben főállású mezőgazdasági tevékenységgel foglalkozók száma 10 fő alatt van. Az állattartás gyakorlatilag megszűnt. Sokan ingáznak Sopronba, többen dolgoznak a lövői ROTO ELZETT-ben, a sopronhorpácsi tsz is sok völcseji lakost foglalkoztat.
A lakosok száma hosszú ideje állandó. Az üres házakat külföldiek veszik meg. A közintézmények elhasznált állapotban voltak, felújításuk folyamatos. A falukép módosabb, mert a község lakossága sokat fordít a külső környezetére. A katolikus vallás jellemző a falura.

## Közélete

### Polgármesterei
- 1990–1994: Nagy Gyula (független)[4]
- 1994–1998: Nagy Gyula (független)[5]
- 1998–2002: Nagy Gyula (független)[6]
- 2002–2006: Nagy Gyula (független)[7]
- 2006–2010: Szőke Attila (független)[8]
- 2010–2014: Szőke Attila (független)[9]
- 2014–2019: Szőke Attila (független)[10]
- 2019–2024: Szőke Attila (független)[11]
- 2024– : Szőke Attila (független)[1]

A településen a 2006. október 1-jén megtartott önkormányzati választás után, a polgármester-választás tekintetében nem lehetett eredményt hirdetni, az első helyen kialakult szavazategyenlőség miatt. Aznap a 326 szavazásra jogosult lakos közül 241 fő járult az urnákhoz, egyikük érvénytelen szavazatot adott le, az érvényes szavazatokból pedig egyformán 111-111 esett a három független jelölt közül kettőre, Nagy Gyula addigi polgármesterre és egyik kihívójára, Szőke Attilára. Az eredménytelenség miatt szükségessé vált időközi választást 2006. december 17-én tartották meg. Ezen már csak a korábbi holtversenyben részes két jelölt indult el, a választói aktivitás is határozottan magasabb volt, ez a helyzet pedig Szőke Attila győzelmét eredményezte.

## Népesség
A település népességének változása:
| Lakosok száma | 358  | 361  | 371  | 400  | 401  | 400  | 401  |
|               | 2013 | 2014 | 2015 | 2021 | 2022 | 2023 | 2024 |

A 2011-es népszámlálás során a lakosok 93,8%-a magyarnak, 0,8% horvátnak, 0,8% németnek mondta magát (6,2% nem nyilatkozott; a kettős identitások miatt a végösszeg nagyobb lehet 100%-nál). A vallási megoszlás a következő volt: római katolikus 76,6%, református 0,8%, evangélikus 1,7%, felekezeten kívüli 4,5% (16,4% nem nyilatkozott).
2022-ben a lakosság 94,5%-a vallotta magát magyarnak, 3% németnek, 0,7% cigánynak, 0,2% ukránnak, 0,2% románnak, 0,2% lengyelnek, 1,2% egyéb, nem hazai nemzetiségűnek (5,5% nem nyilatkozott; a kettős identitások miatt a végösszeg nagyobb lehet 100%-nál). Vallásuk szerint 58,9% volt római katolikus, 2% evangélikus, 1,5% református, 0,2% görög katolikus, 0,2% egyéb keresztény, 0,5% egyéb katolikus, 6,5% felekezeten kívüli (30,2% nem válaszolt).

## Nevezetességei
- Egyhajós, középtornyos, barokk jellegű, romantikus külsejű római katolikus Szent László templom. A korábbi Szent Márk templomot 1864-ben lebontották és új titulussal építették újjá.
- Útmenti szobrok 18. század második feléből: Szent Flórián és Nepomuki Szent János szobra.

## Képgaléria

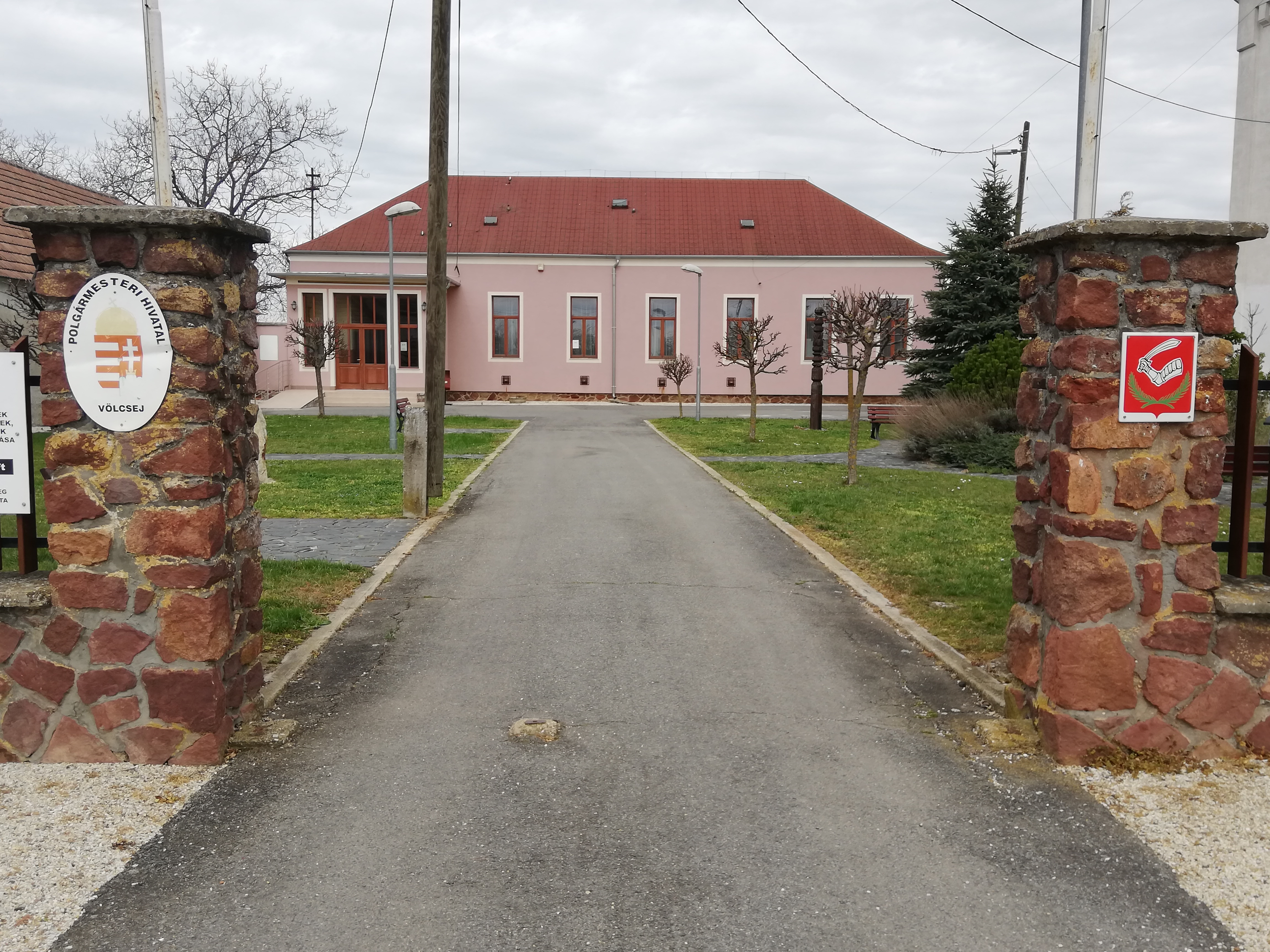
Községháza
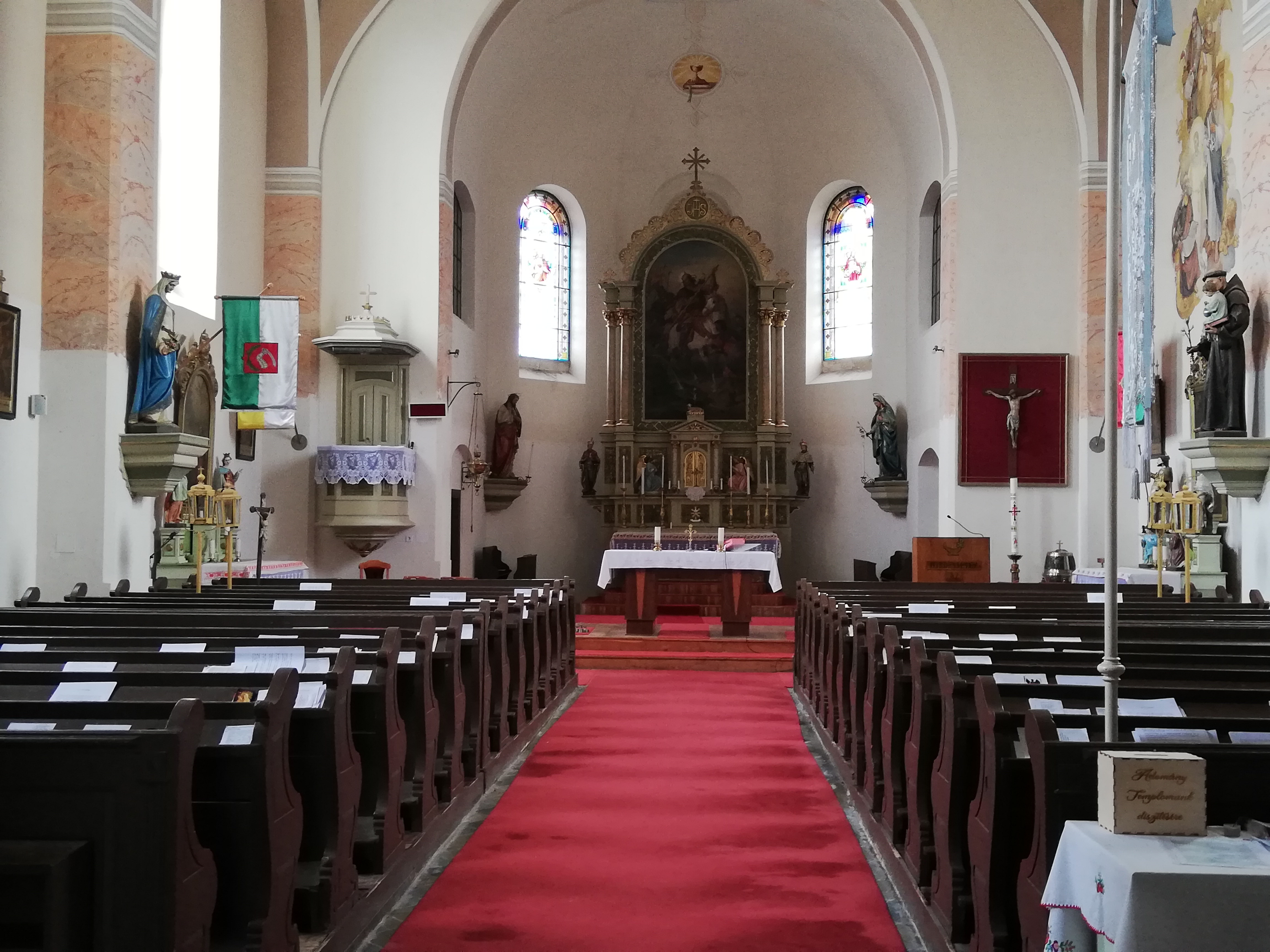
Templombelső
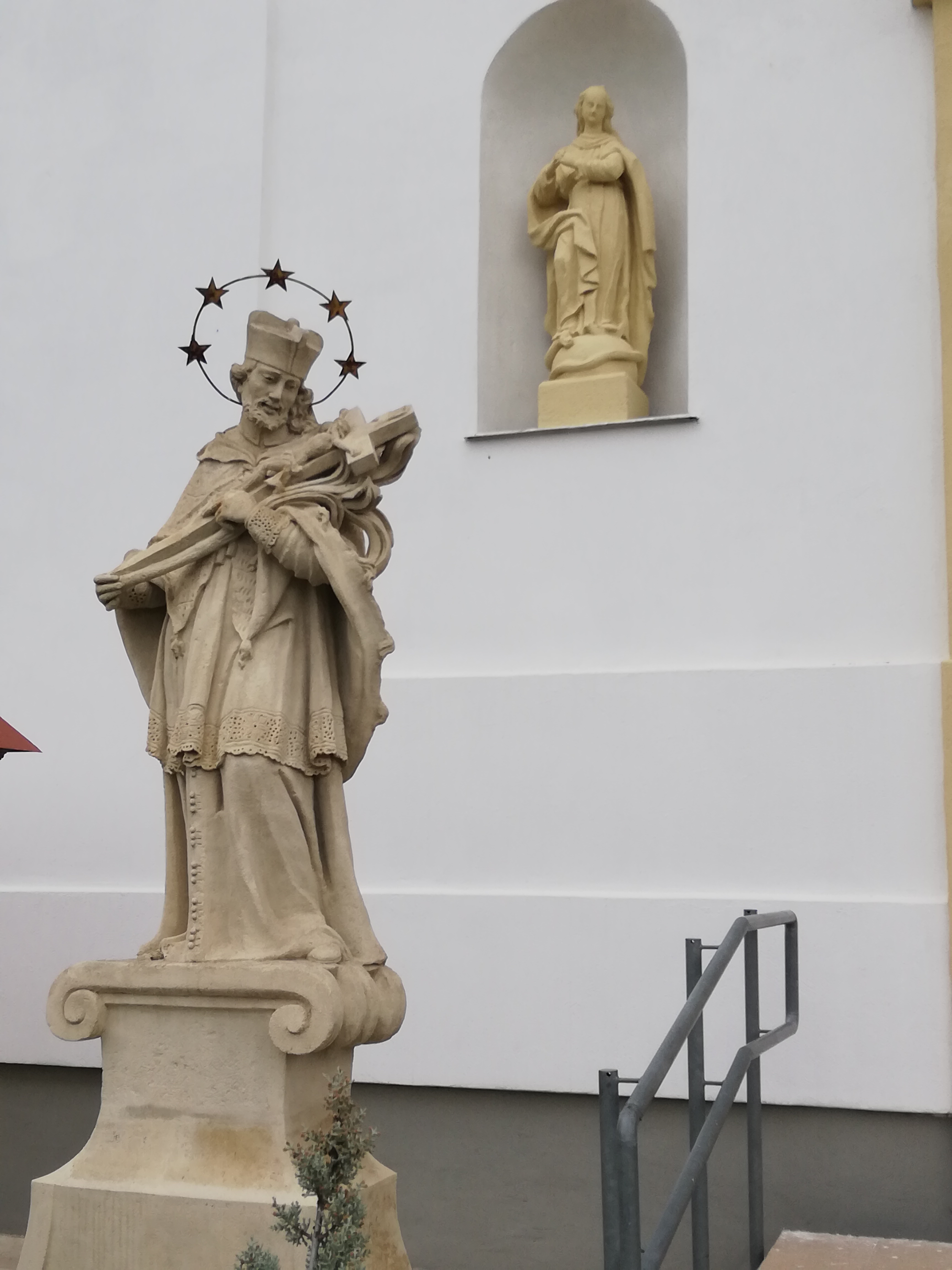
Kőszentek a templom előtt
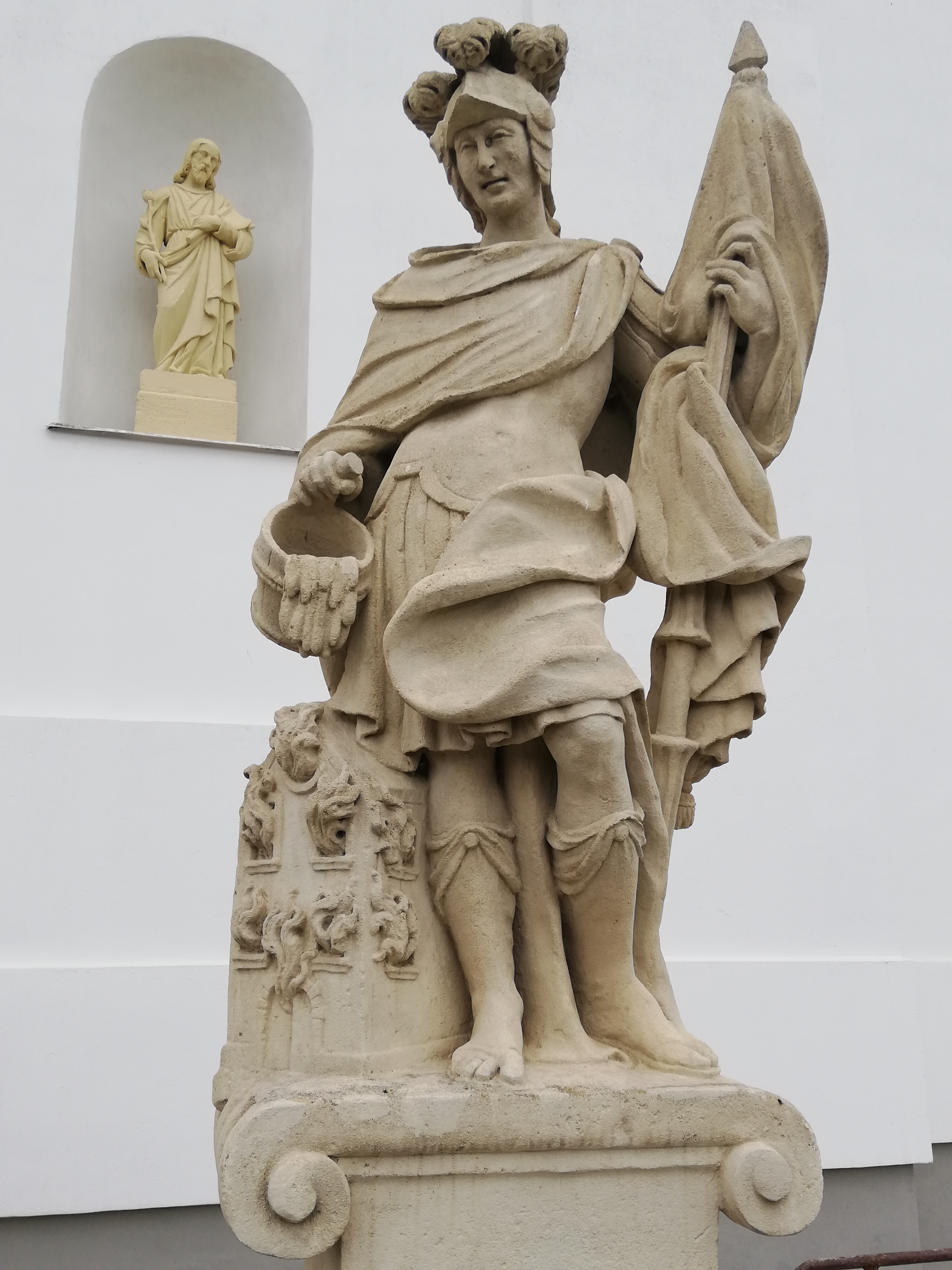
Kőszentek a templom előtt
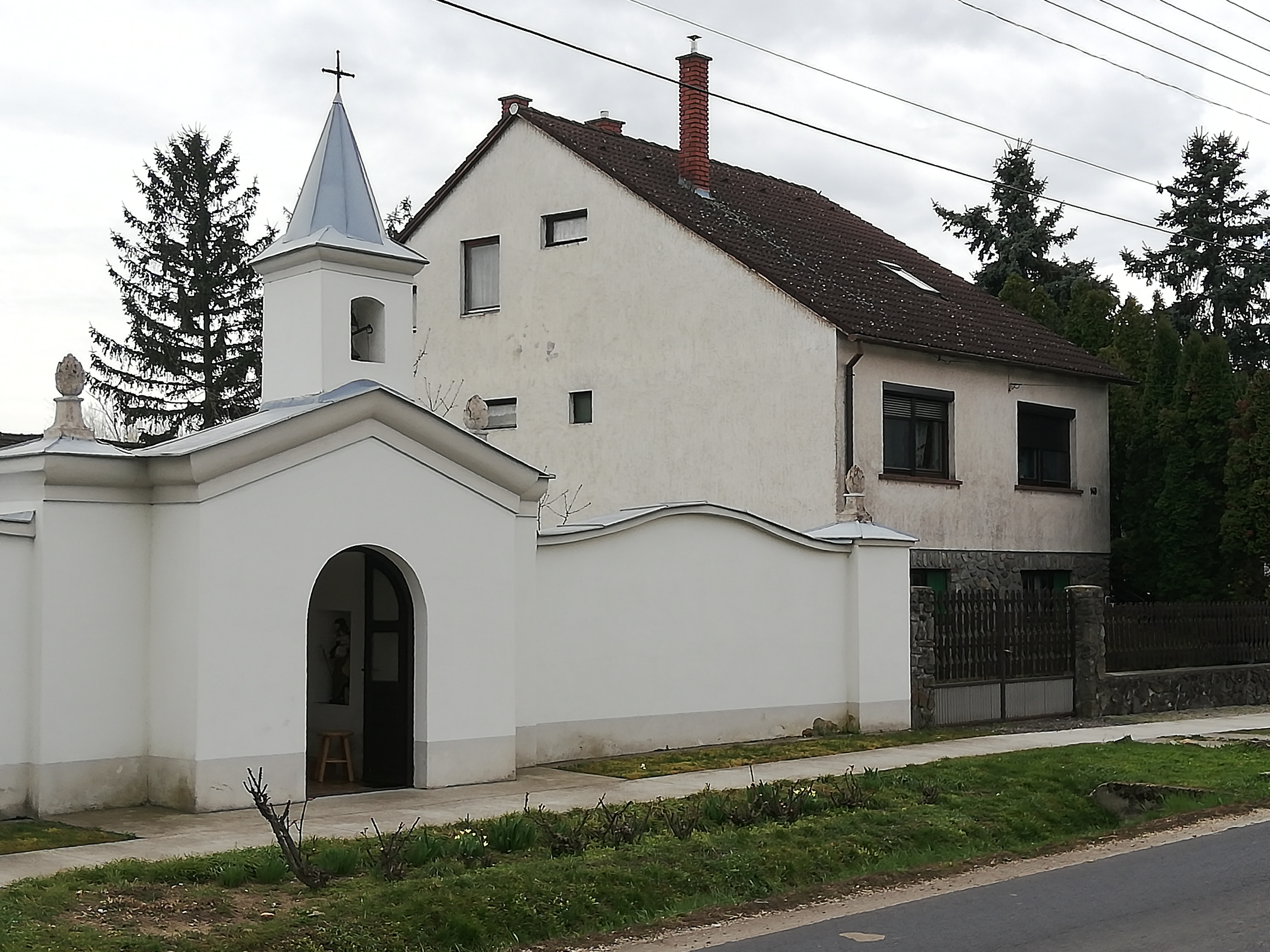
Kápolna a főutcán
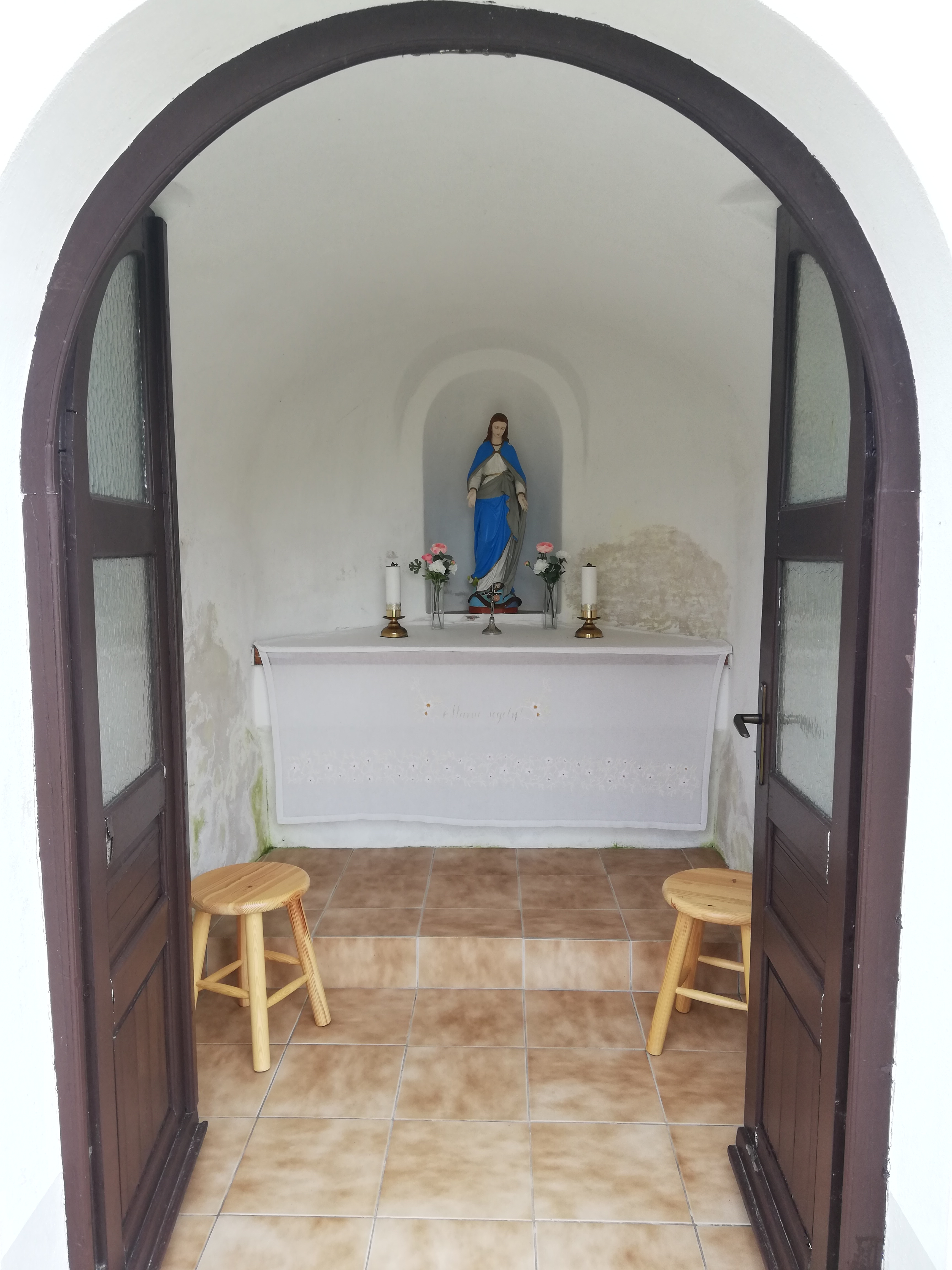
A kápolna belső tere
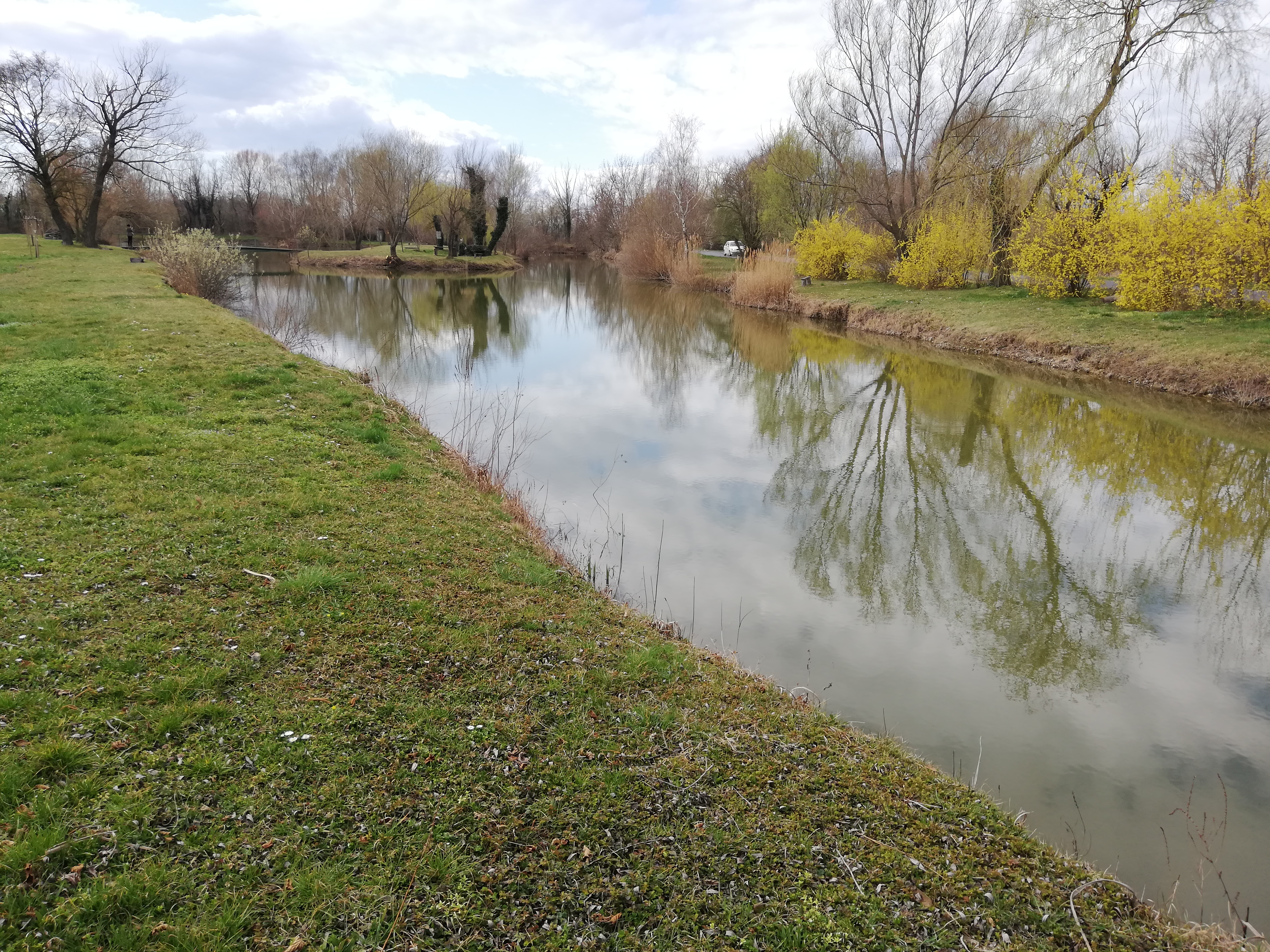
Horgásztó a falu felől
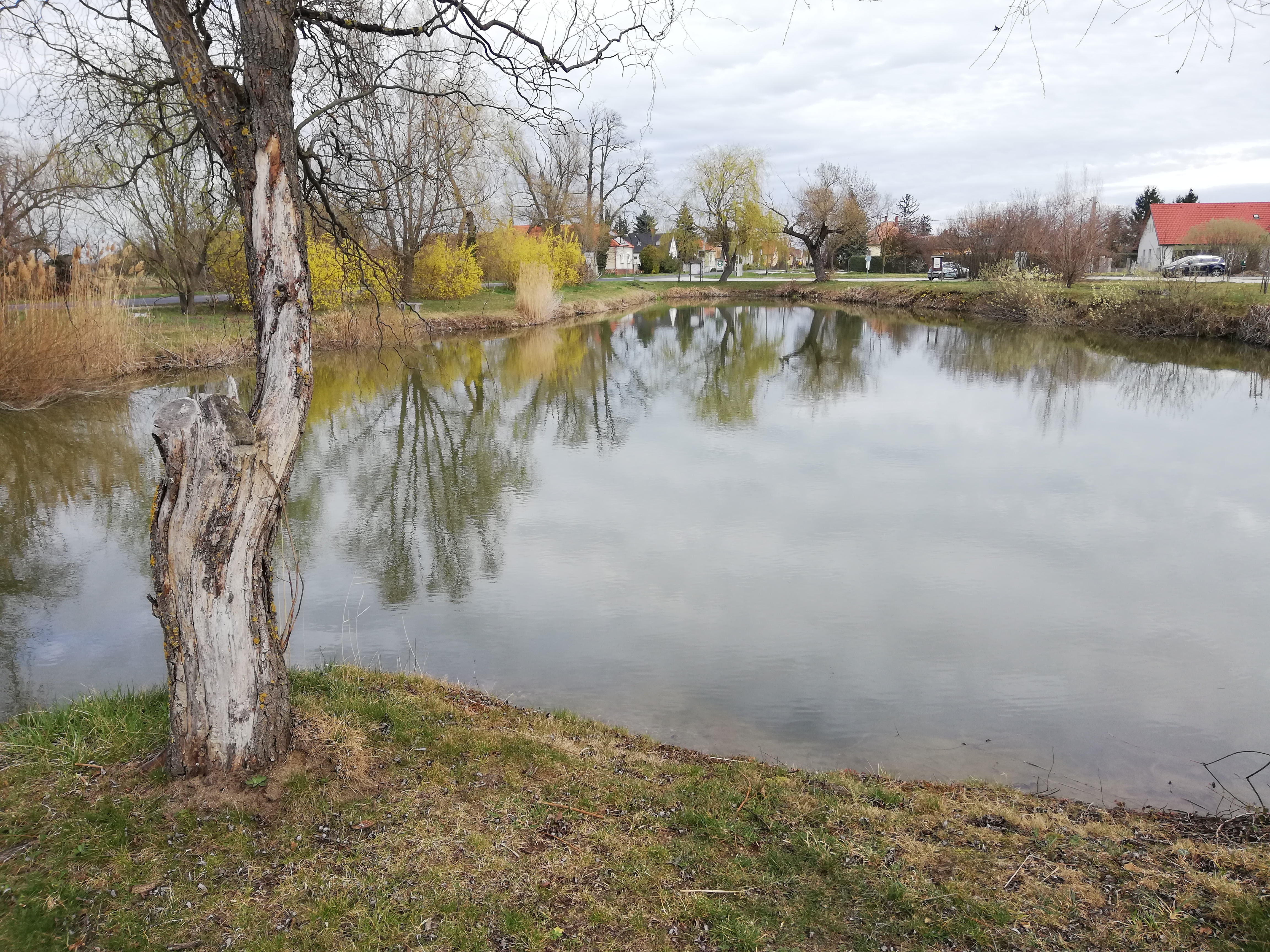
A tó a félszigetről a falu felé nézve